# Ergatettix dorsiferus
Ergatettix dorsiferus är en insektsart som först beskrevs av Walker, F. 1871.  Ergatettix dorsiferus ingår i släktet Ergatettix och familjen torngräshoppor. Inga underarter finns listade i Catalogue of Life.